# Jacksonia hakeoides
Jacksonia hakeoides är en ärtväxtart som beskrevs av Meissner. Jacksonia hakeoides ingår i släktet Jacksonia och familjen ärtväxter. Inga underarter finns listade i Catalogue of Life.